# Njeguši
Njeguši (černohorsky a srbsky: Његуши) je obec v jižní části Černé Hory, nedaleko bývalého černohorského hlavního města Cetinje. Leží na úpatí Lovćenu. Žije zde jen okolo 17 obyvatel, přesto je ale tato vesnice velmi známá, především tím že odtud pochází významný královský černohorský rod, Dynastie Petrovićů-Njegošů. Dále je vesnice známá také svou lidovou architekturou a svými gastronomickými specialitami, jako njeguški pršut (sušená šunka podobná pršutu) nebo njeguški sir (druh sýra), které tvoří důležitou součást černohorské kuchyně.

## Vesnice
Kromě samotné vesnice Njeguši ještě k obci Njeguši patří tyto vesnice:
- Dugi Do
- Žanjev Do
- Erakovići
- Kopito
- Vrba
- Raićevići
- Velji Zalazi
- Mali Zalazi
- Majstori
- Mirac

## Galerie

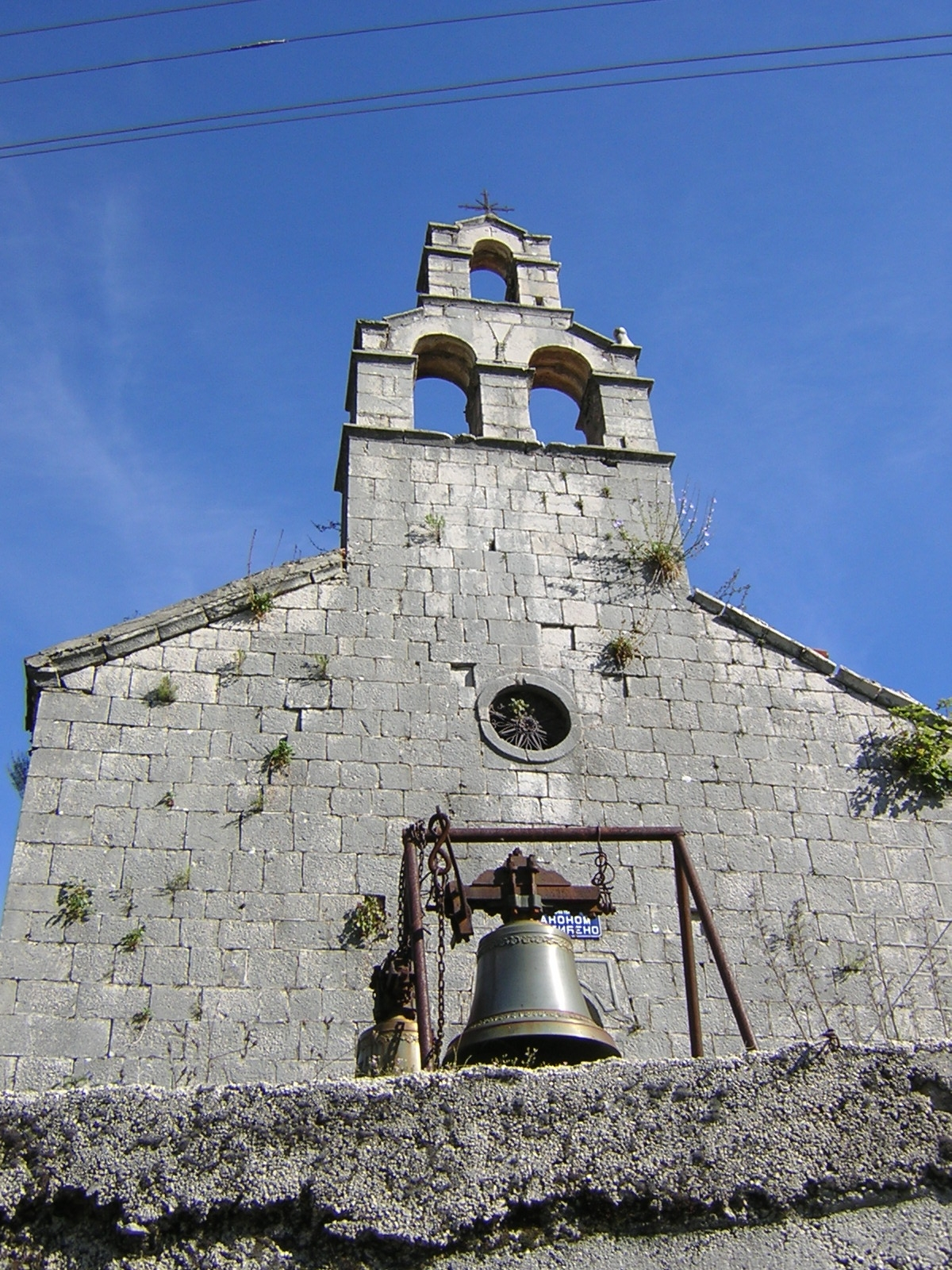
Kostel v Njeguši
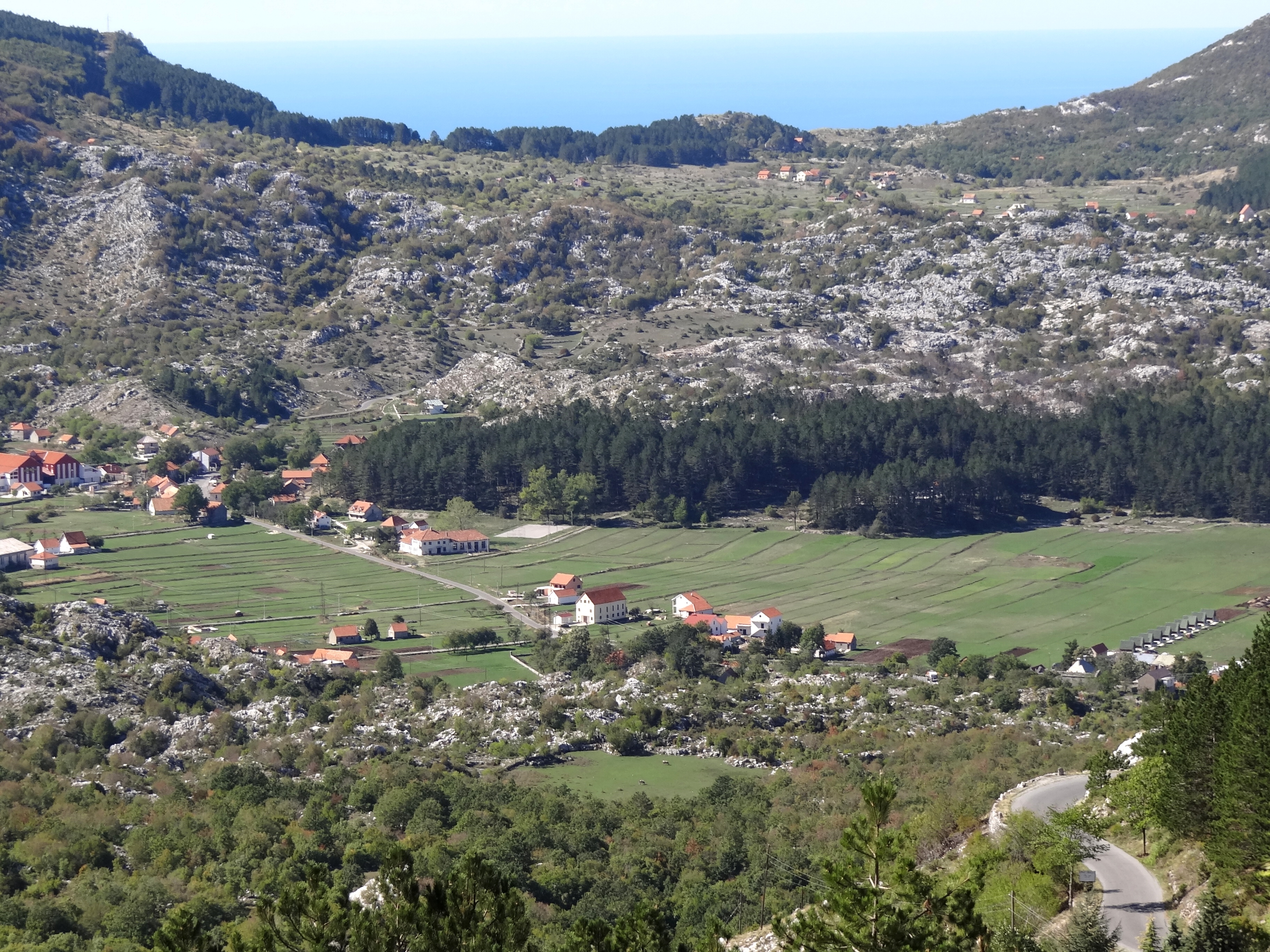
Pohled na Njeguši
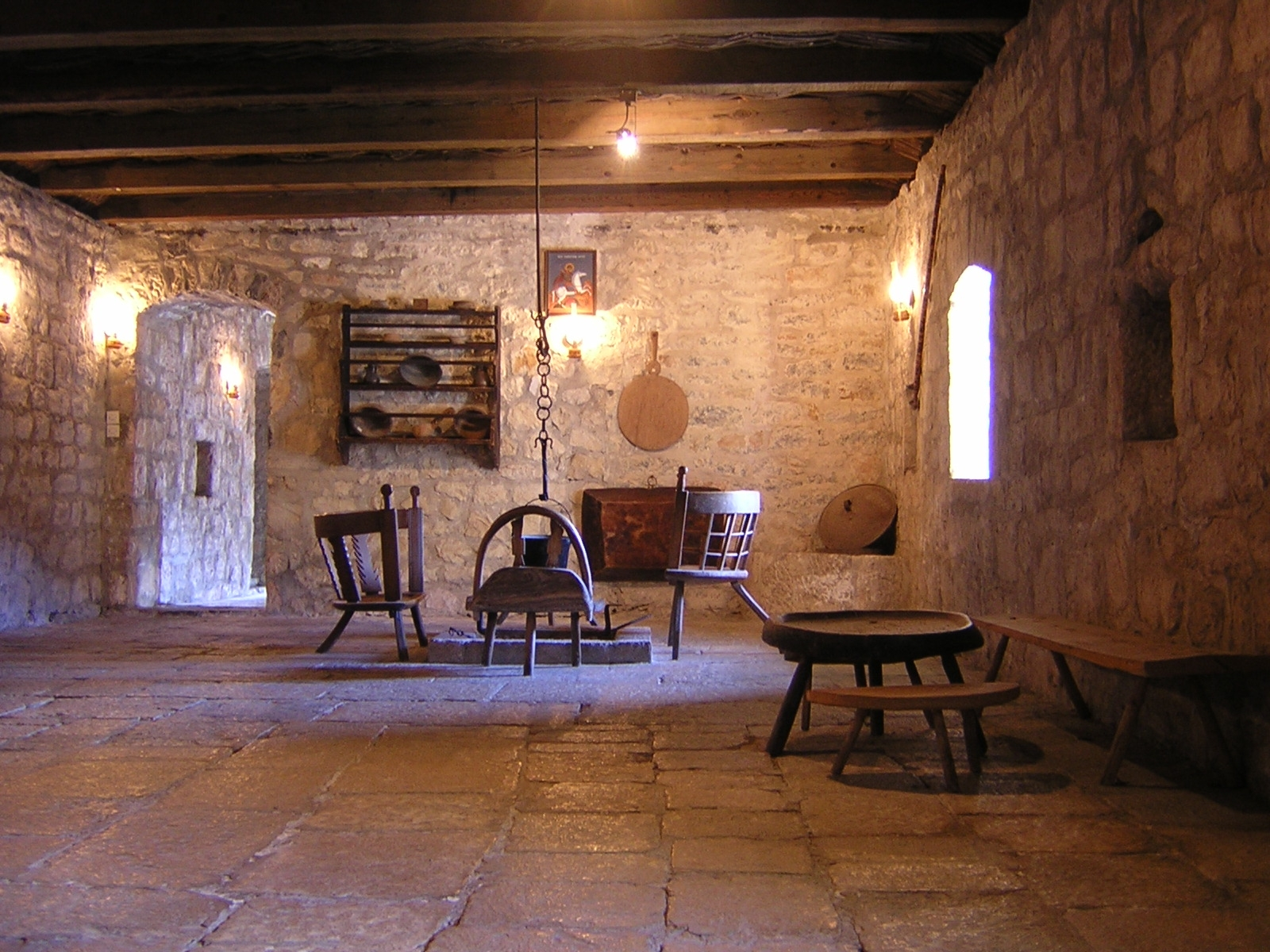
Interiér jednoho z historických domů
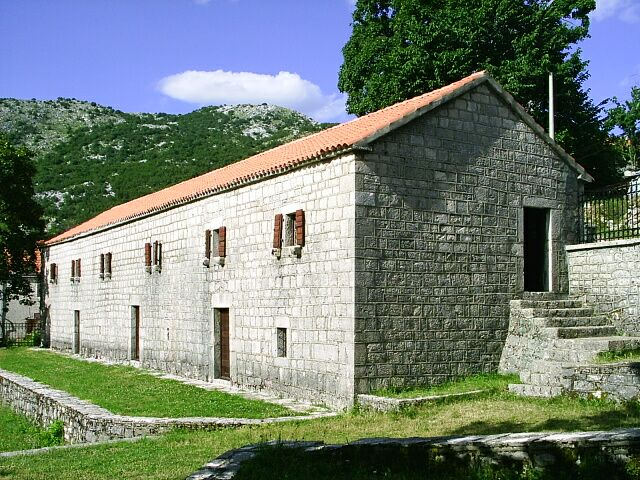
Rodný dům krále Petra II
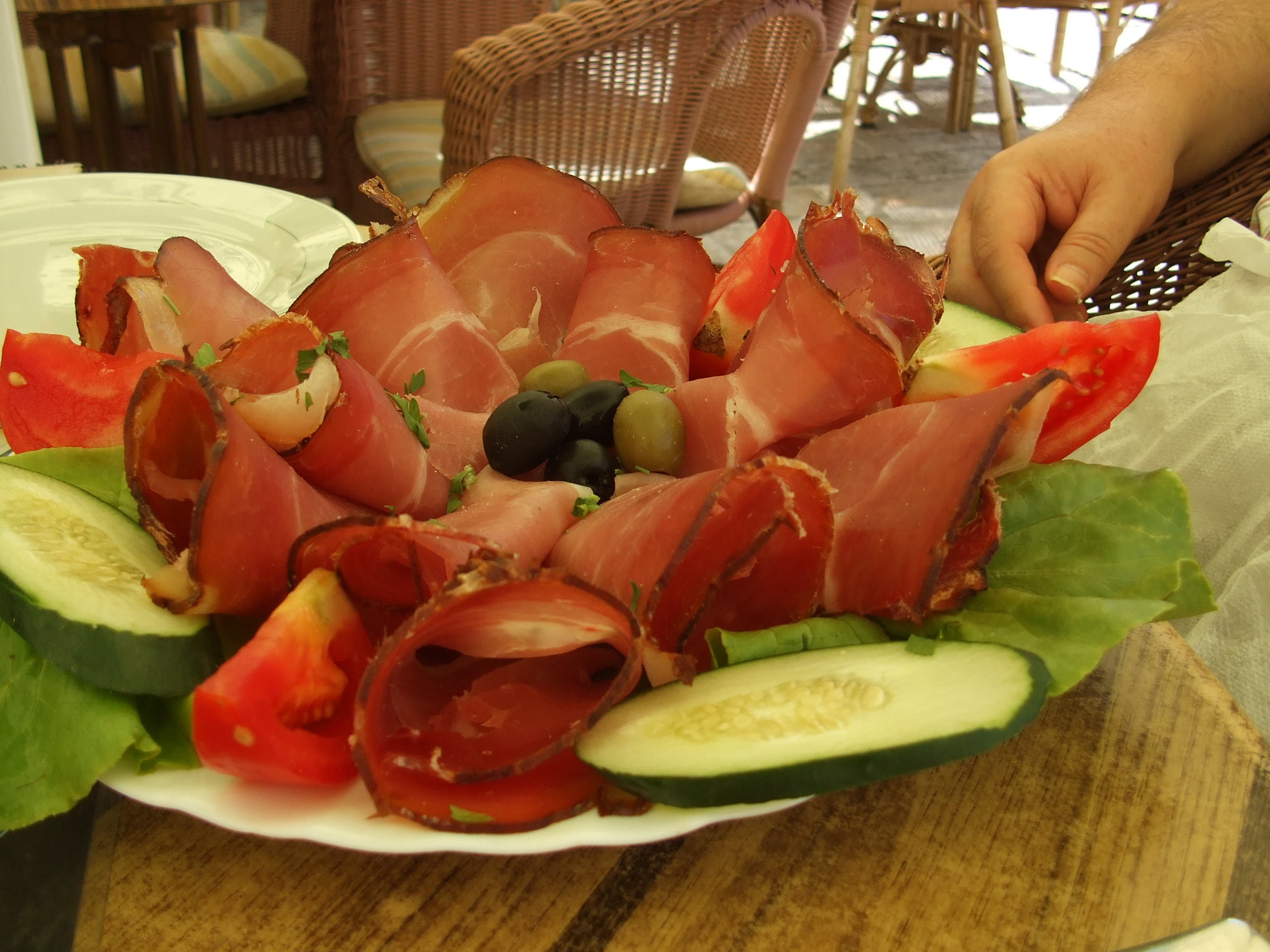
Njeguški pršut